# Giuseppe Tocco
Giuseppe Tocco detto 'Peppino' (Iglesias, 11 novembre 1912 – Cagliari, 7 ottobre 2006) è stato un politico italiano.
Ex sindaco di Iglesias negli anni '50 ed assessore regionale della Sardegna all'industria nella giunta guidata da Paolo Dettori, è stato Sottosegretario di Stato alle partecipazioni Statali nei governi Cossiga II e Forlani.

## Biografia
Socialista, combattente della guerra del 1940-1943, fece poi parte delle organizzazioni antifasciste nella Lucchesia. Rientrato in Sardegna, divenne segretario provinciale del PSI di Cagliari e quindi segretario regionale nel 1948. Già consigliere comunale a Iglesias, nel 1949 entrò nel Consiglio Regionale della Sardegna, ma si dimette nel 1952 per assumere l'incarico di Sindaco di Iglesias che mantenne fino al 1956 e nel secondo mandato dal 1957 al 1958. Fu rieletto consigliere regionale nel 1965 e assessore all'Industria e Commercio nel 1967. Divenne poi deputato nazionale sempre col PSI dal 1968 al 1983 per quattro legislature e Sottosegretario di Stato per le Partecipazioni statali nei governi Cossiga II e Forlani. Fu promotore di diverse leggi per il settore minerario e l'industria estrattiva. Morì all'età di 94 anni nel 2006 a Cagliari.